# 단 벌란
단 벌란(루마니아어: Dan Bălan, 1979년 2월 6일~ )은 몰도바의 가수 겸 작곡가로, O-Zone의 전 구성원이다.

## 주요 이력
몰도바 외교관 겸 정치가 미하이 벌란 前 이스라엘 주재 몰도바 대사관 대사의 1남 1녀 중 아들(첫째)인 그는 현재 솔로 프로젝트 크레이지 루프(Crazy Loop)로서 활동 중이다.
O-Zone의 히트곡 Dragostea din tei을 작사 및 작곡했다.
그의 신장은 193cm이고 체격도 상당히 크다.
그의 아버지 미하이 벌란은 지난날 루마니아 주재 소련 대사관 공사를 거쳐 소련 국가보안위원회 외교행정특보위원 직위를 지낸 前 이스라엘 주재 몰도바 대사관 대사이다.